# Motherlode
Motherlode war eine kanadische Funk-Blues-Rock-Band.

## Geschichte
Die Band trat zunächst in kleineren Clubs auf und spielte Tageshits nach. In der Folgezeit schrieben sie einige Songs und erhielten 1969 einen Plattenvertrag. Mit dem Song When I die erreichten sie Platz 18 der US-Charts; es blieb ihr einziger Chart-Erfolg. Gegen Ende des Jahres 1971 ging die Band in der Formation Dr. Music auf.

## Diskografie (Auswahl)

### Singles
- 1969: When I Die
- 1969: Memories of a Broken Promise
- 1970: Dear Old Daddy Bill"
- 1970: I’m So Glad You’re You (And Not Me)
- 1970: All That’s Necessary

### EPs
- 1969: Dear Old Daddy Bill

### Alben
- 1970: When I Die
- 1973: Tuffed Out